# Fezna
Fezna (franska: Fezna (CR), Fezna (Commune Rurale), arabiska: السيفا) är en kommun i Marocko.   Den ligger i provinsen Errachidia och regionen Drâa-Tafilalet, i den nordöstra delen av landet, 300 km sydost om huvudstaden Rabat. Antalet invånare är 4 087.